# Edoardo Luperi
Edoardo Luperi, né le 11 septembre 1993 à Livourne, est un escrimeur italien.
Il devient en 2011 le plus jeune champion d'Italie d'escrime toutes armes confondues.

## Carrière
Talent précoce, il gagne en 2011 le titre de champion d'Italie face à Giorgio Avola, devenant, à dix-sept ans, le plus jeune champion d'Italie d'escrime de l'histoire[réf. nécessaire]. Toujours en 2011, il devient champion du monde juniors du fleuret lors des Championnats du monde juniors d'escrime. L'année suivante, il répète l'exploit, cette fois contre Andrea Baldini.
Il est ainsi sélectionné en équipe nationale dès 2012, et c'est en 2014 qu'il monte sur le premier podium de coupe du monde de sa jeune carrière, au tournoi de San Francisco. Au terme de cette saison, Luperi remporte le bronze aux championnats d'Europe d'escrime 2015 à Montreux. Il élimine notamment Alexander Choupenitch, avant d'être sorti en demi-finales par son compatriote Daniele Garozzo (15-6).

## Palmarès
- Championnats d'Europe d'escrime
  -  Médaille de bronze aux championnats d'Europe d'escrime 2015 à Montreux